# Amazonen-werke
AMAZONE H. Dreyer GmbH & Co. KG (nota anche come Amazone) è un costruttore tedesco di macchinari agricoli e municipali. La sede centrale e lo stabilimento principale dell'azienda, fondati nel 1883 da Heinrich Dreyer, si trovano a Hasbergen-Gaste, nei pressi di Osnabrück.
Amazone realizza un'ampia gamma di prodotti, quali ad esempio spandiconcime, atomizzatori, seminatrici, attrezzature per dissodamento e così via. Il logo aziendale raffigura un'amazzone a cavallo. Il logo applicato sui macchinari agricoli è di colore arancione, mentre i macchinari sono di colore verde e arancione. Sui macchinari municipali viene invece applicato un logo di colore verde e i macchinari sono in verde tinta unita.

## Nome dell'azienda
Heinrich Dreyer desiderava dare un nome alla sua apprezzata macchina: egli chiese quindi un parere a un amico di Gaste, che lavorava come insegnante. L'amico rispose a Heinrich che, essendo la sua macchina bella a vedersi e avendo una forte posizione di mercato, gli suggeriva l'idea di un'amazzone, per le sue doti di bellezza e forza. Nella mitologia greca, infatti, essa è la figura femminile bella e forte per antonomasia.

## Storia

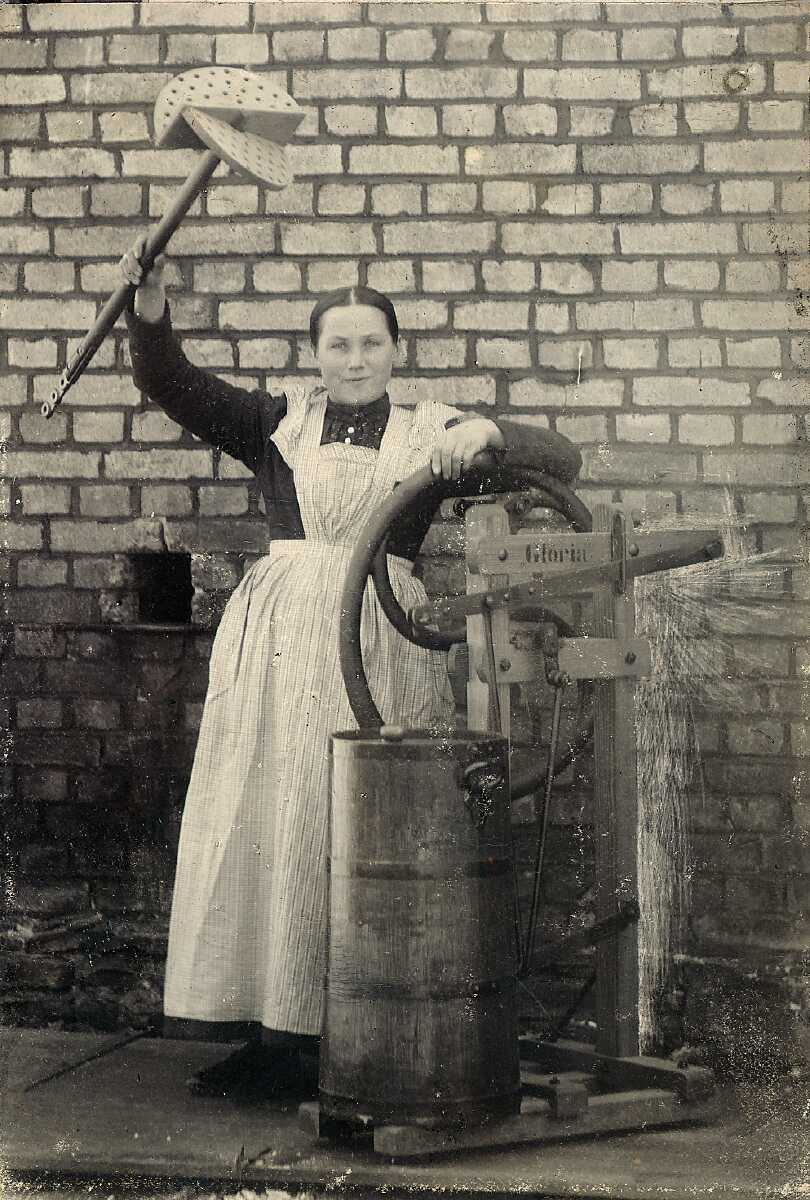
Signora Dreyer nel 1902, il primo amazon.

Heinrich Dreyer fondò Amazone nel 1883; tuttavia, la famiglia Dreyer si occupava già in precedenza della produzione di macchine agricole. Le prime macchine messe in produzione furono pulitrici per cereali, cui seguirono aratri coltivatori, selezionatrici per patate; nel 1915 venne introdotto sul mercato il primo spandiconcime. Sin dai primi anni, Dreyer iniziò ad esportare i suoi macchinari: nel 1906 vennero così vendute le prime pulitrici per cereali a Valparaíso, in Cile. Egli riassumeva tutto ciò con il suo slogan: "Wir müssen ja hinaus in die weite Welt" ("Dobbiamo aprirci al mondo"). Nel 1942 vennero commercializzate le prime mietitrebbie per patate; nel 1949 fu la volta delle seminatrici e, nel 1959, si aggiunse uno spargitore per liquame. Negli anni sessanta, lo spandiconcime a due dischi, D4, ZA e la seminatrice ebbero grande successo, contribuendo alla leadership di mercato che Amazone raggiunse in quel periodo. Nel 1967, l'azienda entrò nel settore del dissodamento, progettando allo scopo il primo attrezzo di dissodamento azionato da presa di forza con marchio Amazone, utilizzabile in abbinamento ad una seminatrice. La gamma dei prodotti venne ad includere l'erpice aratore e il rotocoltivatore. Anni dopo, a Germania riunificata, si aggiunsero svariate altre macchine per la lavorazione passiva del terreno.

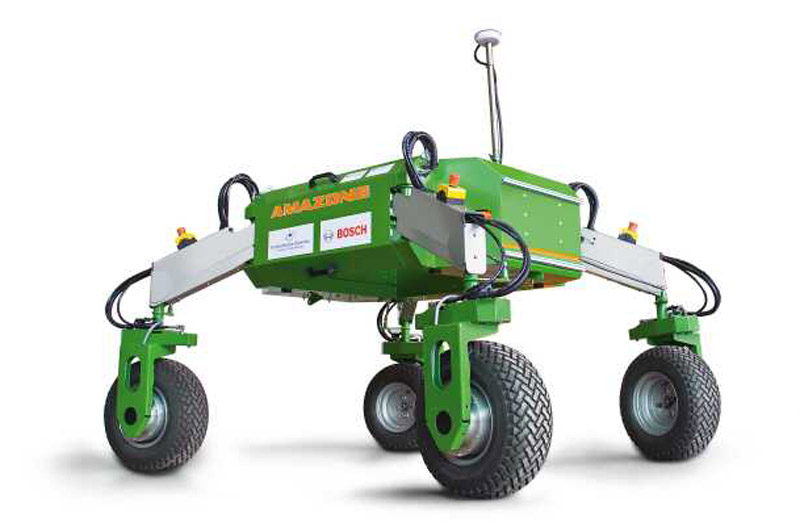
Amazone BoniRob Field robot

Nel 2008, la posizione sul mercato di Amazone superò le previsioni, grazie all'inedita introduzione di apprendisti e di altre giovani maestranze nella forza lavoro dell'azienda. Nel 2009 è stato inaugurato l'ampliamento del magazzino ricambi centrale di Hasbergen, che ha consentito ad Amazone di raddoppiare la capacità di approvvigionamento ricambi. Sempre nello stesso anno, Amazone ha intrapreso la costruzione di un nuovo stabilimento per la produzione di grandi seminatrici a Hude, mentre nello stabilimento di Leeden nei pressi di Tecklenburg ha iniziato la produzione di Pantera, un atomizzatore semovente. È stato inoltre presentato il BoniRob, un robot da campo autonomo per ricerche sperimentali specifiche sulle piante, progettato in collaborazione con l'Università delle Scienze Applicate di Osnabrück, Robert Bosch GmbH e altri partner.
Nel gennaio 2010, a Hasbergen-Gaste è stato inaugurato un nuovo padiglione prove per spandiconcime: tale impianto consente all'azienda di effettuare test di spargimento del fertilizzante con larghezze di lavoro sino a 72 metri e di studiare nuovi tipi di fertilizzanti, con particolare attenzione a massa e caratteristiche di spargimento. Tali informazioni si possono quindi aggiungere rapidamente al Database Fertilizzanti Amazone, permettendo risposte rapide ai clienti riguardo alle impostazioni delle loro macchine. Tale padiglione, dalle caratteristiche molto avanzate, rappresenta qualcosa di unico per un'azienda di medie dimensioni.
Dopo la prima Feldtage AMATECHNICA (Giornata delle Porte Aperte Amazone), tenutasi a maggio 2005, l'evento è stato ripetuto a settembre 2010. In tale occasione, clienti attuali e potenziali provenienti dal mondo intero hanno potuto assistere a dimostrazioni di vari macchinari agricoli, di nuova concezione o in gamma da tempo.
Nel febbraio 2011, Amazone ha venduto la divisione Tecnologie di Magazzino ad un'azienda di recente nascita.

## Management
Heinrich Dreyer, il fondatore di Amazone, aveva due figli: venne deciso che entrambi avrebbero ricevuto una quota di proprietà dell'azienda, ma che soltanto uno l'avrebbe diretta. Il management Amazone è attualmente alla quarta generazione, rappresentata da Christian Dreyer, figlio di Klaus Dreyer, e da Justus Dreyer, figlio di Heinz Dreyer.  Entrambi i padri prendono tuttora parte alle strategie Amazone. I dipendenti dell'azienda sono circa 1700. Amazone esporta i propri prodotti in oltre 70 Paesi, con una quota di export pari al 75% (dati del 2012). I clienti Amazone sono costituiti da agricoltori, contoterzisti agricoli, municipalità e settori contigui.

## Impianti di produzione

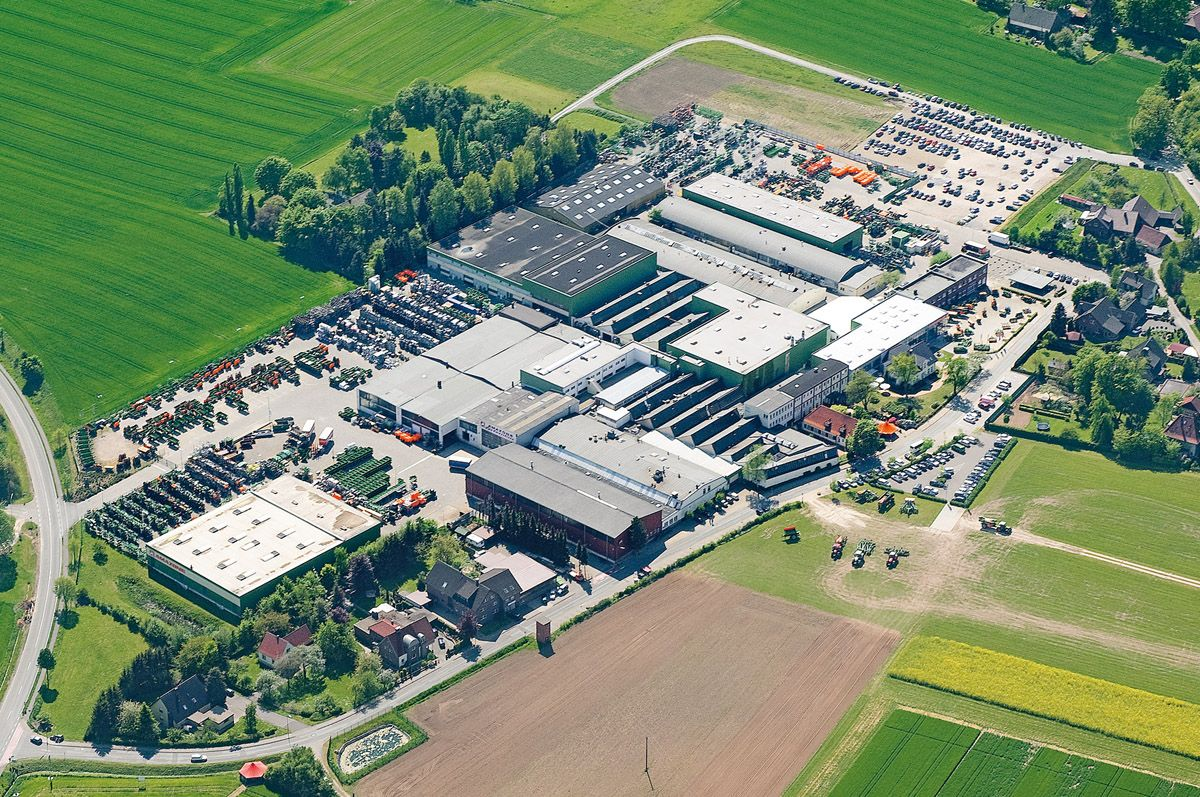
Amazone sede centrale a Hasbergen-Gaste nei pressi di Osnabrück, Germania.

Amazone possiede stabilimenti produttivi nelle seguenti località:
- Hude nei pressi di Oldenburg, Germania -
- Forbach, Francia - apparecchiature municipali
- Lipsia, Germania - ex BBG - attrezzature di dissodamento
- Leeden nei pressi di Tecklenburg, Germania - Amazone Technology Leeden - Pantera
- Samara, Russia - GAG € Technology Samara

In Germania, Amazone possiede uffici in 5 sedi operative: Rendsburg, Göttin, Winningen/Mosel, Altheim-Landshut e Gablingen.
L'Europa è servita da sei Centri Vendite: nel Regno Unito, in Francia, in Polonia, in Ucraina, in Ungheria e in Russia.

## Gamma dei macchinari
La gamma comprende attrezzature per dissodamento del terreno, seminatrici, spargitori per fertilizzanti minerali e atomizzatori per la protezione del raccolto. Amazone è specialista nella “Produzione intelligente di raccolto” in agricoltura; l'azienda produce inoltre attrezzature per la manutenzione di parchi ed aree verdi e per applicazioni invernali.

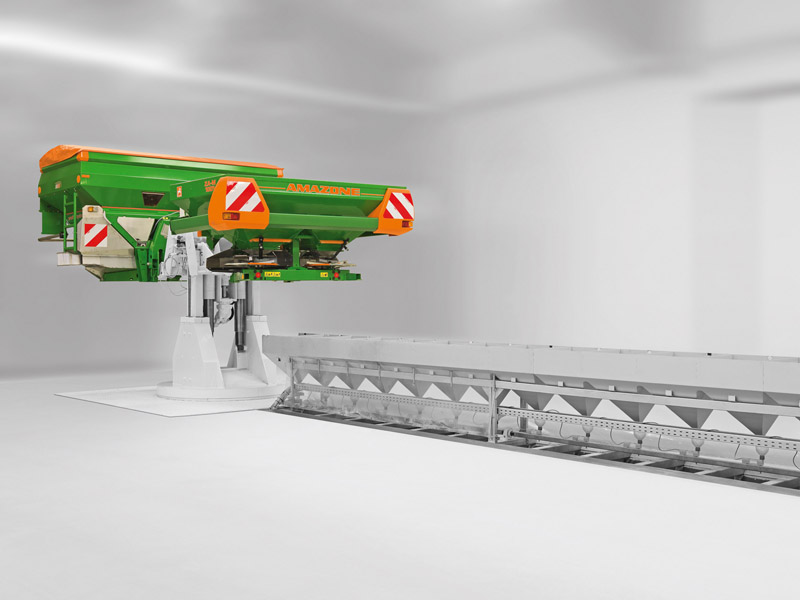
Un nuovo padiglione prove per fertilizzante - ZA-M
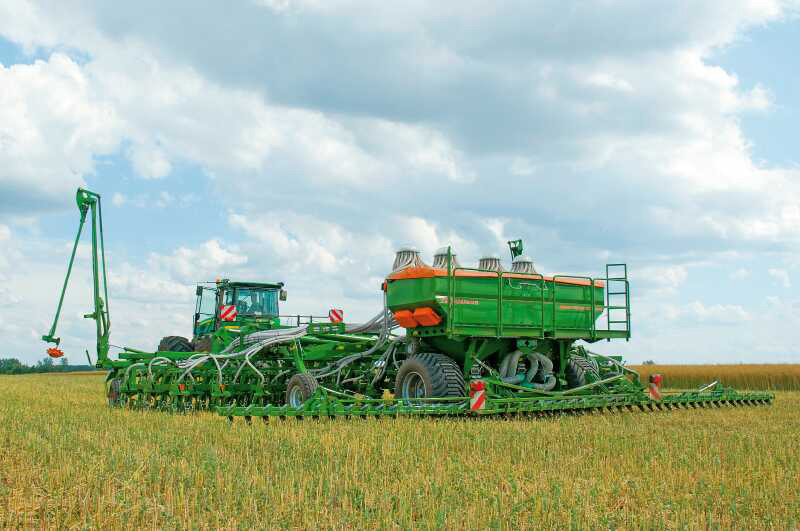
Amazone DMC Primera 12000 seminatrici
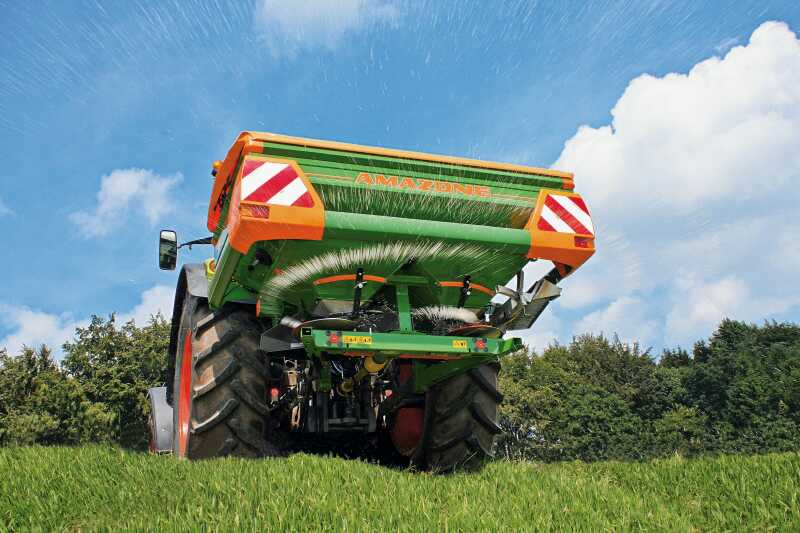
Amazone ZA-M 1001 spargitori per fertilizzanti
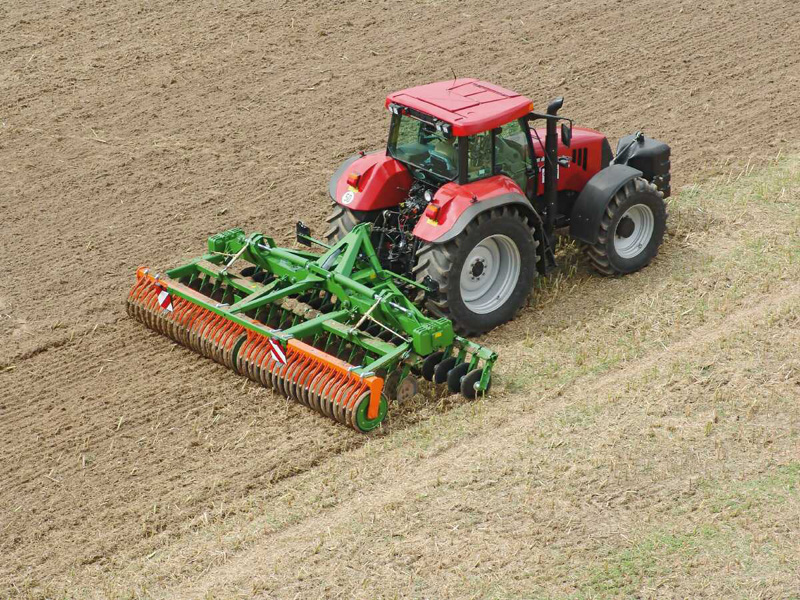
Amazone Catros 5001-2
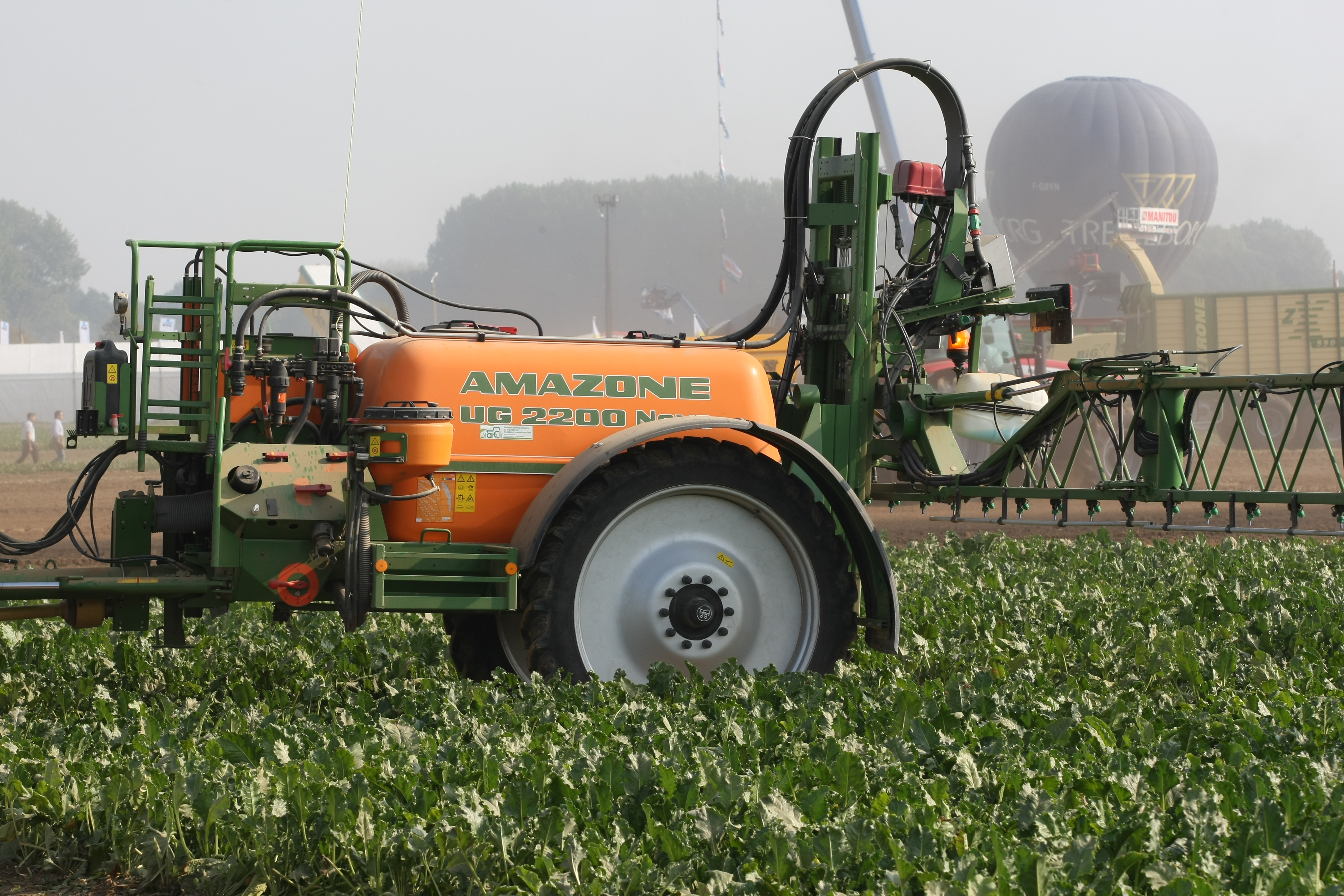
Amazone UG
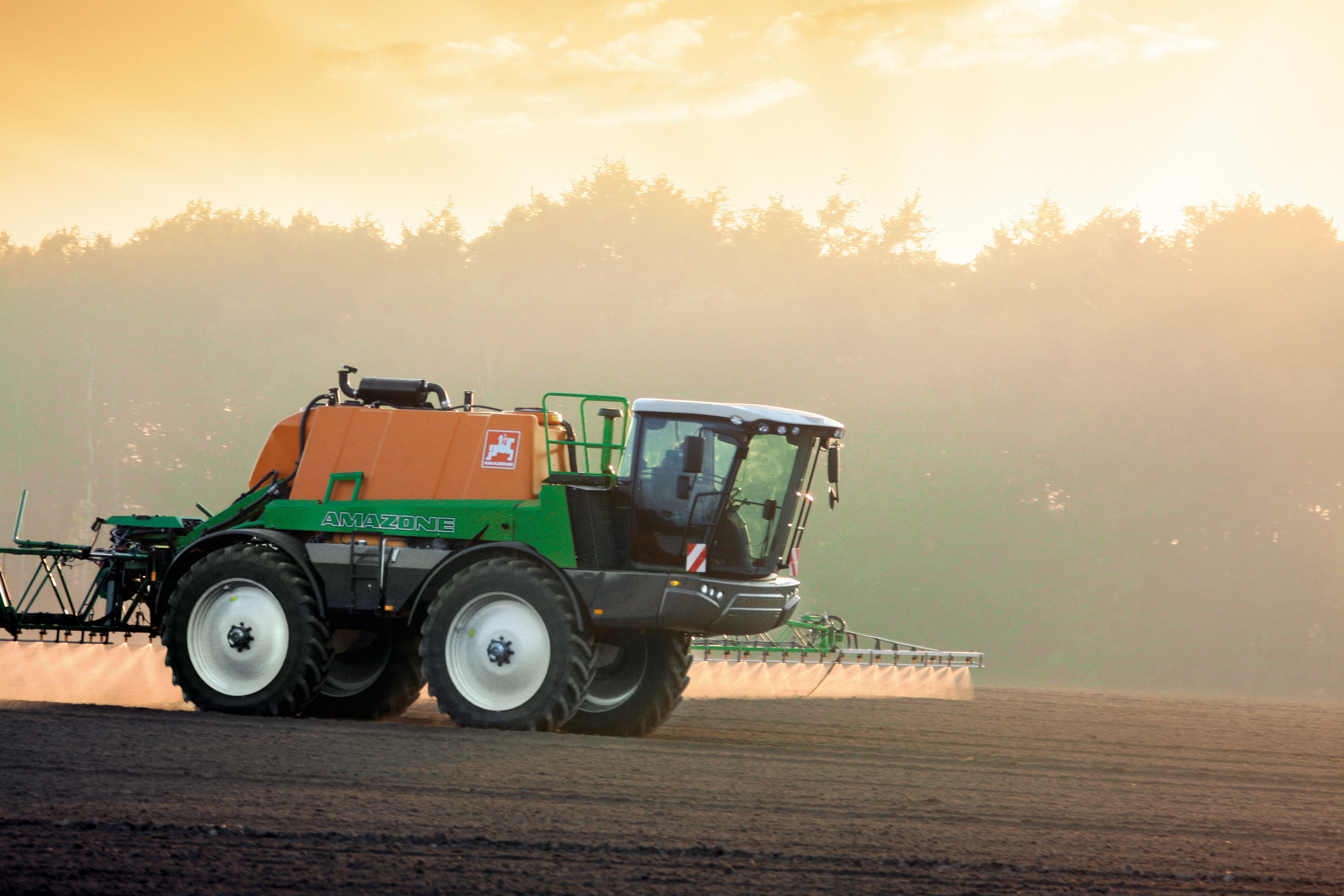
Amazone Pantera
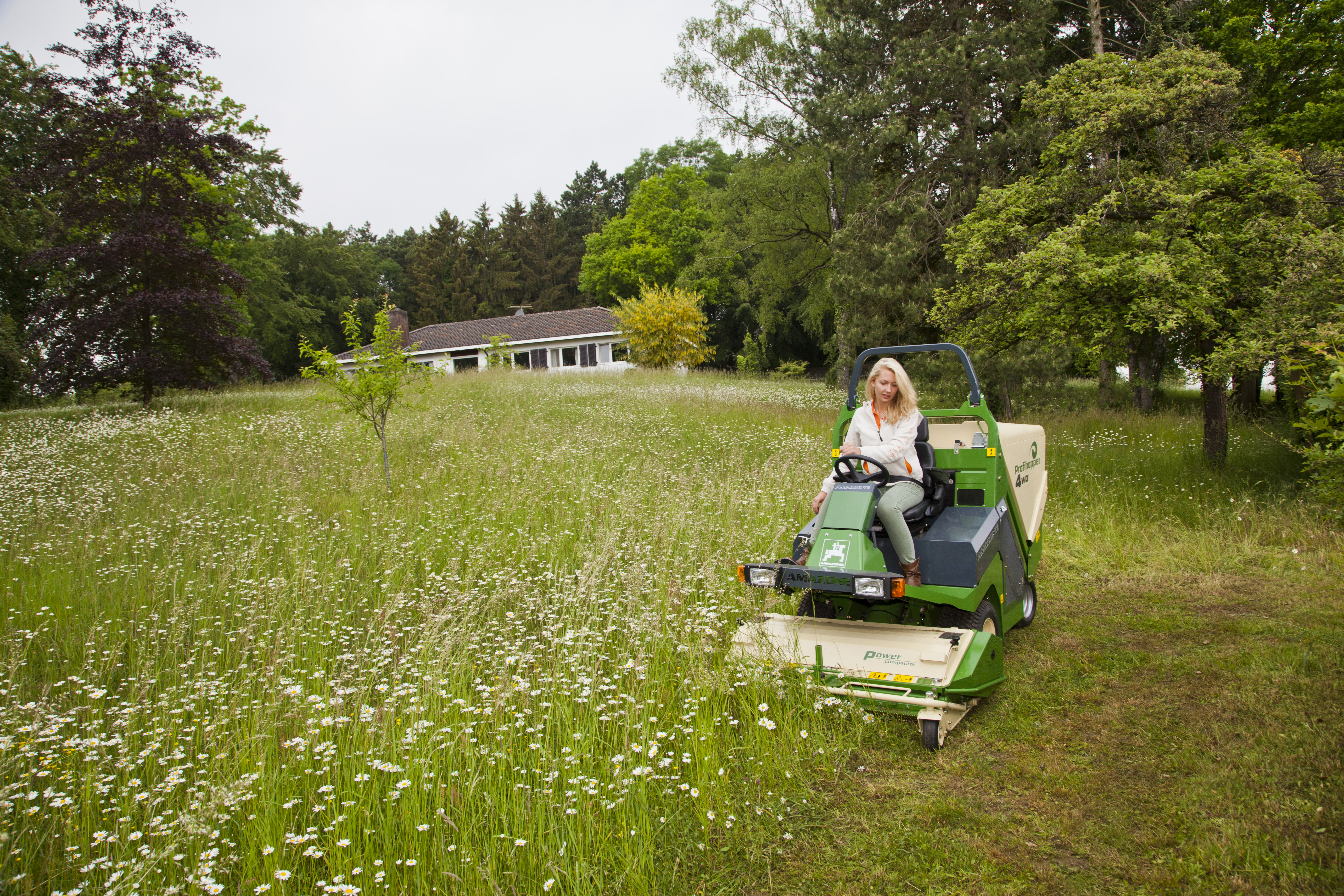
Amazone 4WDi Profihopper